# كارميلو موراليس
كارميلو موراليس (بالإسبانية: Carmelo Morales Gómez)‏ مواليد 7 يوليو 1978 في كاستيلار ديل فاليس، إسبانيا، هو متسابق دراجات نارية إسباني. نافس في بطولة العالم للسوبربايك.

## روابط خارجية
- كارميلو موراليس على موقع WorldSBK.com (الإنجليزية)